# سبلاتون
سبلاتون (بالإنجليزية: Splatoon)‏ هي لعبة فيديو من تصويب منظور الشخص الثالث تم إنتاجها في 2015 من قبل شركة نينتندو لأجهزة وي يو، وصلت هذه اللعبة إلى المراكز العشرة الأولى ضمن قائمة أكثر الألعاب مبيعاً كما أنهاحلت في المرتبة الأولى في اليابان والمملكة المتحدة وقد بيع حتى 30 سبتمبر 2015 2.42 مليون نسخة في العالم من هذه اللعبة ، هذه اللعبة هي لعبة أطفال كوميدية يتحكم اللاعبين في شخصيات تتقاتل فيما بينها بكرات الطلاء.

## وصلات خارجية
- سبلاتون على موقع IMDb (الإنجليزية)

- الموقع الرسمي
- إعلان للعبة